# Ophiorrhiza falcata
Ophiorrhiza falcata är en måreväxtart som beskrevs av Richard Henry Beddome. Ophiorrhiza falcata ingår i släktet Ophiorrhiza och familjen måreväxter. Inga underarter finns listade i Catalogue of Life.